# The Walking Dead: A Queda do Governador
The Walking Dead: A Queda do Governador (no original, em inglês: The Walking Dead: The Fall of the Governor) é um romance pós-apocalíptico e terror escrito por Robert Kirkman e Jay Bonansinga. A parte um foi lançada nos Estados Unidos em 8 de outubro de 2013, e a segunda parte em 4 de março de 2014. O romance é um spin-off da série de quadrinhos The Walking Dead e explora a história mais afundo de uma das personagens mais infames da série, O Governador. A Queda do Governador é o terceiro e último de uma trilogia de romances, precedido por The Walking Dead: Rise of the Governor e The Walking Dead: The Road to Woodbury.

## Enredo

### Parte Um
Junto com alguns outros sobreviventes de Woodbury, Lilly Caul e Ceasar Martinez estão em uma jornada de abastecimento. Durante a percurso, Lilly se sente atraída por um sobrevivente companheiro chamado Austin Ballard. Eles unem suprimentos em um armazém, mas sua missão de abastecimento é interrompida por um ataque de zumbis, onde eles conseguem escapar ilesos. No caminho de volta à Woodbury, eles veem um helicóptero caindo e decidem investigar. O piloto já está morto quando eles encontram o helicóptero, mas uma passageira chamada Christina sobreviveu. Eles a levam para Woodbury, onde Christina é tratada pelo Dr. Stevens, que avisa a ela para não confiar no Governador. Quando o Governador se apresenta, ele pergunta quem ela é. Christina se recusa a responder as suas perguntas e ele a ameaça. Finalmente, ela decide contar a verdade: costumava ser uma jornalista em Atlanta e estava escondida em uma estação de TV juntamente com alguns outros sobreviventes. Quando os suprimentos acabaram Christina, um piloto de helicóptero e um cinegrafista chamado Mike, escaparam usando a aeronave. Antes de deixarem a estação, um sobrevivente adulterou o motor, fazendo com que helicóptero deixe de funcionar. Lembrando das palavras do Dr. Stevens, ela confronta o Governador e ele a esgana até a morte. O Governador e seus capangas Gabe e Bruce visitam o Dr. Stevens e o ameaçam. Sua segurança é garantida apenas por ora já que ele é o único médico, mas pode ser substituído facilmente, se outro chegar na comunidade. 
Depois de deixar Stevens, Martinez traz três recém-chegados para o Governador (que são revelados ser Rick Grimes, Glenn Rhee e Michonne). O Governador decide levá-los para  uma visita. Mais tarde, Lilly está tentando ensinar Austin a sobreviver e os dois se apaixonam. Porém Austin acaba se ferindo durante um treinamento e eles correm para a enfermaria onde encontram o Governador ferido. O Governador lhes diz que os recém-chegados atacaram e ele teve que cortar a mão do líder. Enquanto Rick está na enfermaria, Glenn e Michonne foram trancados em duas salas de armazenamento. O Governador estupra e espanca Michonne regularmente. Quando seu relacionamento com Austin se torna forte, Lilly descobre que está grávida. 
Certo dia, um lutador chamado Harold é morto por um adversário vingativo chamado Eugene Cooney. Como o Governador tem um show planejado para mais tarde naquele dia, ele força uma luta entre Michonne e Eugene na arena. Durante a luta, Michonne decapita Eugene usando sua espada, o que perturba o público. O Governador descobre que Rick, Glenn e Michonne vivem em uma prisão e ele quer descobrir sua localização. Ele pede para Martinez ganhar a confiança de Rick e ajudá-los a escapar. 
Martinez consegue convencer Rick de que eles estão do mesmo lado. Ele o ajuda a escapar e liberta Glenn e Michonne. Quando eles fogem, o Dr. Stevens e sua assistente Alice se juntam a eles. Fora de Woodbury, Stevens é atacado por um zumbi e deixado para trás. Enquanto isso, Michonne abandona o grupo e volta ao apartamento do Governador em busca de vingança. Ela o nocauteia e o amarra, iniciando uma série de torturas como mutilar seu pênis, decapitar seu braço direito e remover seu olho esquerdo usando uma colher. Quando os soldados do Governador, Gabe e Bruce invadem o apartamento, ela consegue escapar deixa-o como morto. 

### Parte Dois
Com o Dr. Stevens morto, Bob Stookey é chamado às pressas para tratar as lesões do Governador, que está em coma. Fora de Woodbury, Lilly encontra o Dr. Stevens transformado e atira contra ele. De volta à cidade, ela percebe a ausência do Governador e questiona Gabe, que a leva para a enfermaria onde o líder se encontra. Junto com alguns outros residentes de Woodbury ela consegue manter A cidade em execução. Depois que o Governador acorda, ele revela que a fuga era um plano seu para descobrir a localização do lugar do grupo bandido que o atacou. Martinez se foi há uma semana, e o Governador pede a Lilly para encontrá-lo.
Ela organiza uma equipe de busca e eles encontram Martinez, que foi morto e se transformou. Eles cortam sua cabeça e levam a Philip como prova. Mais tarde, naquela noite, o Governador faz sua primeira aparição pública depois do ataque. Ele mostra a população a cabeça de Martinez e avisa que o grupo de Rick o matou, além do Dr. Stevens. Ele diz a eles que Woodbuy deve atacar primeiro para se proteger. Durante seu discurso, Lilly percebe que o Governador está sendo superior e começa a duvidar de sua liderança. Pouco depois, o estresse de Lilly provoca um aborto espontâneo.
Um grupo de moradores liderados por Bruce vai até uma estação da Guarda Nacional nas proximidades em busca de armas e combustível, mas se deparam com vários membros do grupo de Rick, que matam alguns deles, com exceção de Bruce, que está quase morto. Quando o Governador chega e descobre quem foi o autor da chacina, ele atira em Bruce para evitar sua reanimação e diz ao seu povo para encontrar a prisão. Eles enfim encontram a lugar, mas o Governador não deseja atacar no momento, a fim de esperar o grupo de Rick baixar guarda e acreditar que eles estão seguros.
Semanas depois, o Governador e um grupo de soldados de Woodbury vão para a prisão. Entre os veículos está um tanque de guerra. Eles atacam, mas o grupo da prisão revida e vários soldados de Woodbury são mortos. Depois de recuar, eles montam um acampamento nas proximidades e são atacados por dois moradores do grupo da prisão: Michonne e Tyreese. Enquanto Michonne consegue escapar, Tyreese é capturado e a espada de Michonne é confiscada. O Governador retorna à prisão e diz a Rick para deixar o lugar, caso contrário, matará Tyreese. O grupo da prisão nada faz e o Governador decapita Tyreese usando a espada de Michonne. De volta ao acampamento o Governador diz aos soldados de Woodbury que o povo da prisão matou seu próprio homem de modo que ele não poderia usá-lo para assumir a lugar.
Michonne reaparece armada e ataca. Após não conseguir matar o Governador, ela toma sua espada de volta, ferindo alguns. Os soldados de Woodbury atacam novamente, mas são repelidos por granadas. Gabe é morto por um residente da prisão. Enfurecido, o Governador adentra com o tanque a prisão e os soldados invadem o lugar. Eles veem três pessoas tentando fugir e matam dois deles, enquanto o terceiro se rende. Em seguida, outro grupo de sobreviventes, liderado por Rick tenta escapar e Alice está com eles. Alice é baleada na perna e o Governador atira em sua cabeça. Lilly mata um dos sobreviventes, uma mulher, mas rapidamente percebe que a mulher estava carregando um bebê que foi esmagado quando a mulher caiu. O Governador mata o homem que se entregou. Lilly percebe que tipo de pessoa Philip Blake é e começa a discutir com ele. Enquanto isso, um grupo de mortos-vivos, atraído pelos tiros, invadem a prisão.
Lilly dispara na cabeça do Governador, empurrando seu corpo aos mortos, o que os distrai temporariamente. Os soldados restantes buscam refúgio dentro da prisão. Austin revela que foi mordido e distrai os mortos para que o resto dos sobreviventes possam fugir da prisão. Ao voltar para Woodbury, Lilly se torna a nova líder. Ela mata Penny e todas as cabeças de zumbis mantidas pelo Governador em aquários, incluindo a de Scott. A franquia se encerra quando um grupo de novos sobreviventes chegam em Woodbury procurando abrigo.